# Velike mačke
Velike mačke (lat. Pantherinae) su potporodica porodice pravih mačaka (Felidae). Rod (Panthera) unutar te potporodice čine četiri vrste s ukupno sedam podvrsta:
U velike mačke ubrajaju se svi članovi roda Panthera
- Lav (Panthera leo)
- Jaguar (Panthera onca)
- Leopard (Panthera pardus)
- Tigar (Panthera tigris).

Nadalje, osim navedenih se u potporodicu Pantherinae, pored roda Panthera, ubrajaju i sljedeće vrste:
- Oblačasti leopard (Neofelis nebulosa) Griffith, 1821.
  - Neofelis nebulosa nebulosa Griffith, 1821
  - Neofelis nebulosa brachyura Swinhoe, 1862
  - Neofelis nebulosa diardi G. Cuvier, 1823.
  - Neofelis nebulosa macrosceloides Hodgson, 1853.
- Sundski oblačasti leopard (Neofelis diardi)/
- Snježni leopard (Uncia uncia) Schreber, 1775

Pripadnost mramorne mačke ovoj grupi je sporno. U tradicionalnoj sistematizaciji je svrstavana u velike mačke, no novija molekularno-genetička istraživanja ju dovode u bližu srodnost s risovima, pa ju neki stručnjaci ubrajaju u skupinu malih mačaka (Felinae).
"Crna pantera" nije zasebna vrsta, već se radi o pojedinim jedinkama iz skupine pantera koje zbog svojstva melanizma imaju krzno crne boje.

## Pjege na krznu
Sve velike mačke imaju na krznu određene pjege, čak i onda kada na prvi pogled nisu vidljive.
Vrlo su vidljive kod leoparda, sniježnog leoparda i jaguara, dok su kod tigra pruge zapravo produžene pjege.
Nisu vidljive kod odraslog lava, ali ih imaju kao mladunčad.
Pripadnici roda neofelis (borneoški i obični oblačasti leopard) na krznu imaju velike pjege, po obliku nazvane "oblaci".

## Jezična kost
Velike mačke se od svojih manjih rođaka razlikuju građom jezične kosti. Ona se sastoji od sitnih koščica koje služe kao "pričvršćivač" jezičnog mišića u mačje grlo. Uz pomoć elastične međuveze, velike mačke mogu povećati dovod zraka i na taj način mogu izazvati zvuk koji je tipičan za njih, a zovemo ga "rika".

## Vanjske poveznice
Ostali projekti
|  | Zajednički poslužitelj ima još gradiva o temi Velike mačke |
|  | Wikivrste imaju podatke o taksonu Velike mačke             |